# Elliot Ragomo
Elliot Ragomo (28 maggio 1990) è un giocatore di calcio a 5 salomonese.

## Carriera

### Club
Considerato il miglior giocatore della storia del suo paese, Ragomo è stato il primo calcettista salomonese a firmare un contratto professionistico. Nel 2017 venne infatti tesserato dal Minas, militante nella massima serie brasiliana.

### Nazionale
Ragomo ha debuttato giovanissimo nella nazionale salomonese, diventandone immediatamente il giocatore di riferimento nonché il capitano. Con la selezione isolana ha vinto sei Coppe d'Oceania e preso parte a quattro Coppe del Mondo.